# Dune: La cruzada de las máquinas
Dune: la cruzada de las máquinas es una novela de ciencia ficción original de Brian Herbert y Kevin J. Anderson, la segunda en la trilogía Leyendas de Dune, preludio de la saga de Dune de Frank Herbert ambientado en la época de la Yihad Butleriana contra las máquinas pensantes. Brian Herbert y Kevin J. Anderson afirman que sus novelas parten de notas dejadas por Frank Herbert antes de su muerte..

## Sinopsis
El libro tiene lugar unos 10 000 años antes de los eventos de la saga original, en el centro de lo que se conocerá como Yihad Butleriana. En la novela se narra la guerra entre las máquinas pensantes creadas por la humanidad, dirigidas por la supermente Omnius junto a los Titanes, y la Liga de los Nobles, una unión de los últimos mundos humanos libres.

### Contexto
Liderando el movimiento de la Yihad, Iblis Ginjo se ha casado con Camie Boro, última descendiente del antiguo linaje imperial. Erigido como "Gran Patriarca de la Yihad de Serena Butler", dirige el Consejo de la Yihad, órgano ejecutivo que va acaparando las funciones del Parlamento de la Liga, mientras la Yipol, policía de la Yihad, se encarga de eliminar a los disidentes políticos.
Tras aceptar el cargo de virreina, Serena Butler ha sufrido un atentado, y Yorek Thurr, comandante de la Yipol, empieza a descubrir supuestos traidores al servicio de las máquinas. Se crean las "Serafinas", una combinación entre amazona y vestal, ayudantes escogidas por Ginjo para atender las necesidades de Serena, convertida en un mero símbolo de la Yihad.

### Trama
En el cerco de las máquinas pensantes a Anbus IV, Vorian Atreides dirige la flota defensiva mientras Xavier Harkonnen negocia la participación de la pacifista población Zenshií, fanáticos religiosos budislámicos. Omnius envía los titanes a conquistar de una vez Anbus IV. Pero los zenshiís, contrarios a la guerra, drogan a los soldados de la Yihad y Vergyl Tantor, hermano adoptivo de Xavier, es secuestrado y muere a manos de los titanes. Los tlulaxa reciben un masivo encargo de Ginjo, que no pueden cubrir, de órganos para los heridos de la Yihad, y se dirigen a los planetas no alineados para cazar zensuníes y zenshiíes y usarlos como "donantes" forzosos.
El grupo de forajidos de Selim Montagusanos crece, luchando contra las tribus que recolectan especia. Las visiones de Selim le dicen que la difusión de la especia en el Universo conducirá a la destrucción de Arrakis y quizás el fin de la Humanidad.
En Corrin, Omnius reta a Erasmus, que sigue con su investigación sobre la naturaleza humana, a probar que una educación adecuada puede ayudar a los humanos a ser tan ordenados y civilizados como una máquina. Fruto de este reto, un niño de sus cuadras de esclavos, al que llama Gilbertus Alban, se convertirá en el primer Mentat.
Zon Noret muere en un accidente de formación a manos de Chirox, un mek capturado y reprogramado para entrenar a los mercenarios de Ginaz en la lucha contra las máquinas. Aunque Noret no vive para transmitir sus habilidades a los demás mercenarios, Chirox sigue entrenando a los mercenarios para que sean una fuerza decisiva en la batalla contra las máquinas pensantes. Su hijo Jool Noret, mercenario guerrero del planeta Ginaz, empieza a sentar las bases de lo que será la escuela de Maestros Espadachines de Ginaz.
Hécate secuestra a Ginjo y Yorek Thurr llega al acuerdo de ayudar a la Yihad en la captura de Ix, valiosísimo planeta por sus instalaciones tecnológicas.
Omnius sufre el ataque de un virus informático creado por Vorian a partir de la copia terrestre que robó del "Viajero Onírico", propagada sin darse cuenta por su viejo compañero el robot Seurat. Siguiendo el nuevo plan para la Yihad de Serena, Vorian viaja a Caladan, un planeta no alineado. Con su salud y juventud prolongadas por el tratamiento de longevidad que le aplicó su padre el Titán Agamenón, comienza a mostrar deseos de querer instalarse en Caladan después de conocer a Lerónica Tergiet, que se convertirá en su pareja y concubina.
Intentando hacerse con el secreto del plegado del espacio, Tio Holtzman consigue que Norma Cenva sea expulsada de Poritrin justo antes de una sublevación de esclavos zensuníes. La rebelión es brutalmente aplastada en última instancia, pero los laboratorios de Tio Holtzman son destruidos. En cuanto a los esclavos de Poritrin, una pequeña banda roba la primera nave experimental de Norma Cenva y huyen a un solitario planeta desierto llamado Arrakis.
Norma es capturada y torturada por el Titán Jerjes. Debido a su herencia como hija de Zufa Cenva, la tortura desencadena sus poderes latentes, su cuerpo se transforma en energía y destruye a Jerjes. Cuando su mente reconfigura de nuevo su cuerpo, la bajita y poco agraciada Norma tiene la visión de todas sus antepasadas femeninas, y para agradar a Aurelius recrea un nuevo cuerpo más hermoso basado en ellas y escapa a Kollhar, cerca de Rossak.
Tras la muerte de la pensadora Kwyna, Serena ha decidido tomar un papel activo en la Yihad, lo que preocupa a Ginjo, que pide a Hécate que ataque los Planetas Sincronizados, para poder apuntarse las victorias. Hécate destruye el Omnius de Bela Tegeuse, y en respuesta Agamenón es enviado a eliminarla. Serena quiere hacer un viaje por los planetas que desean incorporarse a la Liga, empezando por Tlulax, viaje que acrecienta sus sospechas de que algo no va bien. Los Titanes tienen su oportunidad de independizarse de Omnius usando como base el liberado planeta Bela Tegeuse antes de que lleguen los humanos.
Con la ayuda de su madre Zufa y de su marido Aurelius, Norma diseña y construye en Kollhar una flota de cargueros con su nueva tecnología. Un año después, Serena reclama a Aurelius los cargueros para transformarlos en naves de guerra. Pero los cálculos matemáticos necesarios para establecer rutas seguras hacen necesario el uso de computadoras. Al ceder su tecnología a la Yihad, Aurelius negoció para él y su familia el monopolio de esa tecnología para siempre. En el viaje de retorno Aurelius y Zufa son abordados por los neocimek de los titanes. La situación acaba con el rescate por parte de Hécate, pero Zufa descarga su poder sobre ella en cuanto la ve, y todos mueren.
Serena visita a Omnius en Corrin como emisaria de la Yihad bajo la pretensión de negociar la paz. Ha pensado provocar a Omnius, buscando convertirse en una mártir que dé un nuevo impulso a la Yihad. Aunque Erasmus impide que Omnius la ejecute, una de sus "Serafinas", siguiendo órdenes de Ginjo, la mata en su lugar. El Gran Patriarca ha creado imágenes de Serena torturada y asesinada por las máquinas pensantes, utilizando un clon fabricado por los tlulaxa. El plan de Ginjo funciona; los disidentes son silenciados y la Yihad es impulsada de nuevo.
Iblis Ginjo propone la entrada de Tlulax en la Liga de los Nobles,él y Xavier viajan al planeta a tal efecto. En Tlulax, Xavier descubre el origen de los órganos tlulaxa, y que Ginjo está detrás de todo. Durante el viaje de vuelta, Xavier envía una nave con un mensaje para Vorian, dirige la suya hacia el sol de Thalim y sacrifica su vida para eliminar la corrupción Iblis Ginjo.
Los esclavos zensuníes huidos a Arrakis se acaban uniendo a los seguidores de Selim, que ha muerto tragado por un gusano. Poco a poco, los dos grupos se integran, convirtiéndose en los Hombres Libres de Arrakis, los "Free Men".

## Personajes
Los personajes principales se listan a continuación por grupos o alianzas. Estas alianzas pueden cambiar a lo largo de la serie de novelas, o revelarse de modo distinto.

### Máquinas Pensantes
Las Máquinas Pensantes, creadas en origen por los seres humanos, son máquinas inteligentes que llegan a dominar la Humanidad. Mencionadas por primera vez en Dune (1965), son el enemigo principal de los humanos libres de la Liga de los Nobles.
- Omnius, Supercomputador de inteligencia artificial consciente que controla a las máquinas y robots de los Planetas Sincronizados mediante una red de copias actualizables, cada una establecida en un planeta.
- Erasmus, robot dotado de inteligencia artificial al que Omnius permite mantenerse independiente de su red de actualizaciones.
- Gilbertus Alban, niño esclavo que, tras ser adiestrado por Erasmus se convertirá en el primer Mentat.
- Seurat, robot piloto del "Viajero Onírico", nave de actualizaciones que viaja continuamente de un planeta a otro para entregar las actualizaciones a las distintas versiones de Omnius y recabar los añadidos de cada Omnius para añadirlos a la siguiente actualización.
- cimeks, híbridos de cerebro humano y enormes cuerpos mecánicos intercambiables, especialmente destinados a la batalla.

### Titanes
Los Titanes son el grupo de rebeldes que se convirtieron en los primeros cimeks tras la muerte de su primer líder, Tlaloc. Enloquecidos por su enorme ego y su perdida humanidad, su obsesión es librarse de Omnius, la supermente que les robó el imperio conquistado, y aplastar a los humanos libres de la Liga de los nobles. Omnius reta con frecuencia a los Titanes a luchar como gladiadores por la oportunidad de conseguir una recompensa. En estas duras batallas cabe la posibilidad de poner fin a sus vidas, pero nunca lo hizo. Los Titanes utilizan distintos cuerpos mecánicos para distintos propósitos, desde gigantescos cuerpos de batalla a otros de menor tamaño más manejables.
- Agamenón, cimek General en Jefe de los Titanes. De humano Andrew Skouros, reclama descender del Agamenón la casa de Atreus.
- Juno, cimek nacida Julianna Parhi, amante de Agamenon. Junto con Agamenón, son los dos primeros cimeks.
- Hécate, cimek examante de Ajax, abandonó a los Titanes al inicio de la Era de los Titanes y se internó en el espacio, asqueada de la violencia de su amante y viendo que había trascendido a su anterior grupo.
- Dante, cimek burócrata y estratega de los Titanes, encargado de mediar, por su imparcialidad, en las disputas internas.
- Jerjes, último titán en convertirse encimek, responsable del error que condujo al ascenso de Omnius al poder sobre las Máquinas Pensantes.
- Beowulf, neocimek experto en programación, discípulo de Barbarroja que se convierte en titán tras la muerte de la mayoría de ellos.

### Liga de los Nobles
La Liga de los Nobles es una oligarquía feudal, restos del Imperio Antiguo que resisten los intentos de conquista de Omnius y los Titanes. Precursora del Landsraad, los miembros de la Liga sin embargo tienen la opción de elegir entre sus miembros qué Virrey quieren que les gobierne.
- Serena Butler, Virreina de la Liga de los Nobles, Sacerdotisa de la Yihad Butleriana.
- Xavier Harkonnen, Primero de la Yihad, antiguo pretendiente de Serena Butler y padre biológico de Manion el Inocente.
- Vergyl Tantor, hermano adoptivo de Xavier Harkonnen, fallece torturado por los Titanes tras el ataque de las máquinas a Anbus IV.
- Vorian Atreides, decimosegundo hijo del Titán Agamenón, Primero de la Yihad Butleriana. Fundador de la Casa Atreides en el Imperio del Universo Conocido.
- Iblis Ginjo, ambicioso Gran Patriarca de la Yihad, se convierte en el tercer Mártir de la misma a su muerte.
- Camie Boro, última descendiente del antiguo linaje imperial casada con Iblis Ginjo.
- Yorek Thurr, Comandante de la Yipol (policía de la Yihad), cómplice y brazo ejecutor de Iblis Ginjo en todas sus maquinaciones.

### Hechiceras de Rossak
Grupo de mujeres del planeta Rossak con poderes telepáticos. Altas, esbeltas y de impresionante belleza, cuando desatan sus poderes al más alto nivel los cerebros de los titanes y los cimeks se cortocircuitan y mueren. Desgraciadamente, la hechicera también fallece durante el proceso.
- Zufa Cenva, líder de las Hechiceras, expareja de Aurelius Venport y madre de Norma Cenva. Seduce a Iblis Ginjo para concebir una poderosa heredera, Ticia. Muere junto a Aurelius destruyendo a la titán Hécate.
- Norma Cenva, primogénita de Zufa, transformada tras la liberación de sus poderes latentes. Se casa con Aurelius y descubre la tecnología de los motores que pliegan el espacio.
- Aurelius Venport, próspero comerciante, se casa con Norma Cenva, primer comercializador y distribuidor de la especia melange, constructor de la flota comercial precursora de la Cofradía Espacial.

### Poritrin
- Tio Holtzmann, afamado científico descubridor de las ecuaciones que llevan su nombre. Utiliza a Norma Cenva para enriquecerse con las patentes derivadas de su trabajo.
- Lord Bludd, gobernante de Poritrin, financia el trabajo de Tio Holtzmann y se enriquece con las patentes. Sus esclavos Zensuníes y Zenshíies se levantan en armas debido a las duras condiciones que padecen.

### Ginaz
- Zon Noret, héroe mercenario de Ginaz, se apodera de Chirox, un "mek" al que reprograma para utilizarlo como máquina de entrenamiento.
- Jool Noret, hijo de Zon, su exhaustivo entrenamiento con Chirox le convierte en una leyenda que propicia el nacimiento de la escuela de los Maestros Espadachines de Ginaz.
- Chirox, máquina de guerra reprogramado por Zon Noret para servir de adiestrador en la lucha contra las máquinas. Tras su muerte sigue adiestrando a Jool y a todos los guerreros de Ginaz que lo deseen.

## Análisis temático

### Política y religión
La Historia nos demuestra que la religión ha sido utilizada como una herramienta para movilizar a la población por parte de los líderes sociales. Como un preludio de la Yihad de Muad'Dib, Iblis Ginjo impone una apariencia de religiosidad a un movimiento fundamentalmente político en una sociedad oprimida por la omnipotente presencia de las máquinas. La utilización parcial y descontextualizada de escritos proféticos para acomodar sus interpretaciones a las tesis previas del manipulador Iblis Ginjo denunciada por la Pensadora Kwyna es otra muestra de la manipulación religiosa de las masas desde el Poder, tema clave presente en toda la saga. Bajo el manto de la fe la razón se resiente, y el pueblo se siente elegido por un poder providencial para ser los únicos dignos de permanecer en la Historia.

## Referencia bibliográfica
- Brian Herbert, Kevin J. Anderson Dune: La Yihad Butleriana. Best Seller Debolsillo: Barcelona, 2005. ISBN 978-84-9793-672-9
- Brian Herbert, Kevin J. Anderson Dune: La cruzada de las máquinas. Best Seller Debolsillo: Barcelona, 2007. ISBN 978-84-8346-365-9
- Brian Herbert, Kevin J. Anderson Dune: La batalla de Corrin. Best Seller Debolsillo: Barcelona, 2007. ISBN 978-84-01-33636-2